# فرانسین پروز
فرانسین پروز (انگلیسی: Francine Prose؛ زادهٔ ۱ آوریل ۱۹۴۷) نویسنده رمان و داستان، جستار نویس و منتقد آمریکایی است. او استاد مدعو کالج بارد است و زمانی ریاست انجمن قلم آمریکا را به عهده داشت.
وی همچنین برندهٔ جوایزی همچون کمک‌هزینه گوگنهایم شده‌است.